# Kathy Najimy
Kathy Najimy (ur. 6 lutego 1957 w San Diego) – amerykańska aktorka oraz aktywistka na rzecz praw mniejszości seksualnych.

## Życiorys
Urodziła się w rodzinie emigrantów z Libanu. Jedna z najbardziej charakterystycznych aktorek komediowych współczesnego kina amerykańskiego. Szczególnie wyróżniła się w roli zakonnicy Mary Patrick w komedii Zakonnica w przebraniu i jednej z sióstr-czarownic, Mary Sanderson, w filmie Hokus pokus, gdzie zagrała wspólnie z Bette Midler i Sarą Jessiką Parker. Grała również role tragiczne, np. postać dziewczyny podszywającej się pod narzeczoną bogatego chłopaka, która zginęła wraz z nim w katastrofie kolejowej, w filmie Jackie wróciła! (Jackie's Back!). Dzięki charakterystycznej, silnej i głębokiej barwie głosu, aktorka jest zatrudniania regularnie do dubbingowania filmów animowanych.
Jest orientacji biseksualnej.

## Filmografia
- 2015: Następcy jako zła królowa
- 2009: Gotowe na wszystko (sezon 6) (Desperate Housewives) jako detektyw Denise Lapera[5]
- 2006: Mój brat niedźwiedź 2 (Brother Bear 2) jako Aunt Taqqiq
- 2006: serial "That's So Raven" jako Lora Stelladora
- 2005: Getting Played jako dr Heidi Z.Klemmer
- 2005: Bam Bam and Celeste jako Legba
- 2005: Say Uncle jako Maggie
- 2002: Między ziemią a niebem (The Scream Team) jako Mariah
- 2002: The Soul Patrol jako Mariah
- 2001: Wyścig szczurów (Rat Race) jako Beverly 'Bev' Pear
- 2001: Powiedz tak (The Wedding Planner) jako Geri
- 2000: Gdyby ściany mogły mówić 2 (If These Walls Could Talk 2) jako doktor
- 2000: Attention Shoppers jako Penelope
- 2000: Leaving Peoria jako dr Albright
- 1999: Jackie wróciła! (Jackie's Back!) jako Lola Molina
- 1999: Cinderelmo jako macocha
- 1998: Narzeczona laleczki Chucky (Bride of Chucky) jako pokojówka Tabby
- 1998: Zack i Reba (Zack and Reba) jako Mrs. Simpson
- 1998: Ulotna nadzieja (Hope Floats) jako Toni Post
- 1997–2000: Sekrety Weroniki (Veronica's Closet) jako Olive Massery
- 1997: Shantay jako Toyota Carter
- 1997: Nevada jako Ruby
- 1996: Chicago Hope jako dr Barbara 'Bix' Konstadt
- 1995: Jeffrey jako Acolyta
- 1994: It's Pat jako Tippy
- 1994: Extra Terrorestrial Alien Encounter
- 1993: Zakonnica w przebraniu 2: Powrót do habitu (Sister Act 2: Back in the Habit) jako Siostra Mary Patrick
- 1993: Hokus pokus (Hocus Pocus) jako czarownica Mary Sanderson
- 1992: To jest moje życie (This Is My Life) jako Angela
- 1992: Zakonnica w przebraniu (Sister Act) jako Siostra Mary Patrick
- 1992: Topsy and Bunker: The Cat Killers jako Marge
- 1991: Kathy & Mo: Parallel Lives jako Kathy
- 1991: Fisher King (The Fisher King) jako Kupująca kasetę video
- 1991: Babka z zakalcem (Soapdish) jako Tawny Miller
- 1991: Ciężka próba (The Hard Way) jako dziewczyna Langa